# 1611 en littérature
| Années de la littérature : 1608 - 1609 - 1610 - 1611 - 1612 - 1613 - 1614    |
| Décennies de la littérature : 1580 - 1590 - 1600 - 1610 - 1620 - 1630 - 1640 |

Cet article présente les faits marquants de l'année 1611 en littérature.

## Évènements
- Publication du premier numéro du Mercure françois. Jean et Estienne Richer obtiennent un privilège du Roi le 29 novembre 1610 pour imprimer à Paris un recueil périodique qui relate les évènements survenus en France de 1605 au sacre de Louis XIII, en continuation de la Chronologie septenaire  de Palma-Cayet[1].

## Parutions
- 2 avril : Vincent Queruau, sieur du Solier, publie à Paris, chez François Huby, Epitome ou brief recueil de l'histoire universelle, depuis la création du monde, selon l'ordre des temps jusques à l'an présent (présentation en ligne)[2].
- 2 mai : Robert Barker imprime la première édition de la Bible du roi Jacques (King James Version en anglais)[3].

- Jean de Léry publie à Genève, chez Jean Vignon, la quatrième édition de son Histoire d'un voyage faiet en la terre du Brésil, autrement dit Amérique, dont la première parut en 1578, considérée comme l’un des chefs-d'œuvre de la littérature de voyage française du XVIe siècle[4].
- Thomas Coryat, Coryat's Crudities, London, W.S, 1611 (présentation en ligne)
- Jacques Bongars, Gesta Dei Per Francos : Sive Orientalium Expeditionum, Et Regni Francorum Hierosolimitani Historia, vol. 1, Hanovre, Wechel, 1611 (présentation en ligne), recueil des principaux textes latins concernant les croisades en deux volumes.
- Randle Cotgrave, A Dictionarie of the French and English Tongues, London, Adam Iflip, 1611 (présentation en ligne), dictionnaire bilingue français-anglais.
- Luis de Urreta, Historia de la sagrada orden de predicadores, en los remotos Regnos de la Etiopia, Valence, Garriz, 1611 (présentation en ligne).

- Anatomy of the World, poème de John Donne[5], qui écrit également The Elegies and The Songs and Sonnets (« Élégies, Chants et sonnets »), Anniversary (« Les Anniversaires » 1611-1612) et Nocturnal (« Le Nocturne » 1612)[6].

## Décès
- 9 janvier : Jean Papire Masson, écrivain, historien, géographe, biographe, critique, et avocat français. (° 1544).
- 8 juin : Jean Bertaut, poète français (né en 1552).
- 8 octobre : Pierre de L'Estoile, mémorialiste français (né en 1546).